# Andressa de Morais
Andressa Oliveira de Morais (João Pessoa, 21 de desembre de 1990) és una atleta brasilera especialista en la disciplina de llançament de disc.
A nivell iberoamericà va guanyar la medalla d'or en la seva disciplina durant el XV Campionat Iberoamericà d'Atletisme de 2012 realitzat a Barquisimeto, Veneçuela. Va ser en aquesta instància on el 10 de juny de 2012, i amb un total de 64,21 m, va marcar l'actual plusmarca sud-americana en llançament de disc.
D'altra banda, en l'àmbit sud-americà va rebre la medalla d'or en el llançament de disc pel Campionat Sud-americà d'Atletisme realitzat en Buenos Aires 2011. En la categoria sub-23 d'aquest mateix torneig va guanyar la medalla de plata a Lima 2008 i en Medellín 2010 en la mateixa especialitat; mentre que en aquest últim campionat, va rebre la medalla d'or en llançament de martell.

Ha representat al seu país en diversos esdeveniments esportius internacionals, entre ells el Campionat Mundial d'Atletisme de 2011 en Daegu, els Jocs Panamericanos de 2011 a Guadalajara i els Jocs Olímpics de Londres 2012.
 D'altra banda, i mentre era juvenil, va ser campiona panamericana en llançament de disc i subcampiona en llançament de martell.